# Erdmann Uhse
Erdmann Uhse (geboren am 1. Dezember 1677 in Guben; gestorben am 5. September 1730 in Merseburg) war ein deutscher Historiker, Lexikograf und Polyhistor.
Uhse war Sohn eines Handwerkers. Ab 1695 studierte er an der Universität Leipzig, wo er 1698 als Magister der Philosophie promovierte. 1711 wurde er Rektor des Merseburger Domgymnasiums und behielt diese Stelle bis an sein Lebensende. Er war Autor und Herausgeber zahlreicher Schriften, vor allem biographisch-historischer Nachschlagewerke, die vorwiegend aus anderen Quellen kompiliert wurden. So machte er etwa für seine 1710 erschienene Kirchen-Historie des XVI und XVII. Jahr-Hunderts ausgiebigen Gebrauch von Veit Ludwig von Seckendorffs Historia Lutheranismi, den Memorabilia ecclesiastica seculi XVII des Andreas Carolus, Johann Wolfgang Jägers Historia ecclesiastica seculi decimi septimi und Gottfried Arnolds Kirchen- und Ketzerhistorie.
Erfolgreich war vor allem der 1709 erschienene Wohl-informirter Redner, der bereits 1706 in dritter Auflage und 1727 bereits in neunter Auflage erschien. In diesem Ratgeber und Regelwerk gibt Uhse Beispiele und Muster für Reden zu verschiedenen gesellschaftlichen Anlässen, in denen eine langsame Abkehr von höfischer Rhetorik und eine Anpassung an die bürgerlichen Formen erkennbar ist.

## Schriften
- Universal-Geographisch-Historisches Lexicón, 3. Aufl. 1705
- Gelehrte Criticus über allerhand curieuse Dubia und Fragen, so wohl aus der Kirchen-Profan- und Gelehrten-Historie, als auch aus dem jure publico …, 3 Teile, 1704
- Wohl-informirter Redner, worinnen die Oratorischen Kunst-Griffe vom kleinesten bis zum grösten durch Kurtze Fragen und ausführliche Antwort vorgestellet werden, 3. Aufl. Leipzig 1706, 4. Aufl. Leipzig 1709 (zahlreiche Folgeauflagen; Nachdruck 1974)
- Leben und Thaten der Könige in Franckreich, 1710
- Kirchen-Historie des XVI. und XVII. Jahrhunderts nach Christi Geburt, 1710
- Leben der berühmtesten Kirchen-Lehrer und Scribenten des XVI und XVII Jahrhunderts, 1710
- Der Römisch-Orientalischen Deutschen Kayser merckwürdige Leben und Thaten oder Historie von Julio Caesare biß auf Carl VI., 1712
- Curieuses Lexicón derer Geistlich-Gelehrten, 1714
- Lexicón sive idea Historicorum Latinorum & Graecorum, 1714
- Des neueröffneten Musen-Cabinets aufgedeckte Poetische Wercke, 1715
- Wohl-informirter Poët, worinnen Die Poëtischen Kunst-Griffe, vom kleinesten bis zum grösten durch Frag und Antwort vorgestellet, und alle Regeln mit Exempeln erkläret werden, 1719 (online im Deutschen Textarchiv).